# Claudia Kim
Kim Soo-hyun, nota all'estero come Claudia Kim (Seul, 25 gennaio 1985) è un'attrice e modella sudcoreana.

## Filmografia

### Cinema
- 2015 Avengers: Age of Ultron Helen Cho

- La torre nera (The Dark Tower), regia di Nikolaj Arcel (2017)
- Animali fantastici - I crimini di Grindelwald (Fantastic Beasts: The Crimes of Grindelwald), regia di David Yates (2018)

### Televisione
- Game-ui yeo-wang (게임의 여왕?, Ge-im-ui yeo-wangLR) – serie TV (2006-2007)
- Domangja plan B (도망자 플랜 B?, Domangja peullaen BLR) – serie TV (2010)
- Romance Town (로맨스 타운?, Romaenseu ta-unLR) – serie TV (2011)
- Brain (브레인?, Beure-inLR) – serie TV (2011-2012)
- Standby (스탠바이?, Seutaenba-iLR) – serie TV (2012)
- 7geup gongmu-won (7급 공무원?) – serie TV (2013)
- Marco Polo – serie TV, 16 episodi (2014-2016)
- Monster (몬스터?, MonseuteoLR) – serie TV, 50 episodi (2016)
- Behind Every Star (연예인 매니저로 살아남기?, Yeon-ye-iun maenijeoro sar-anamgiLR) – serie TV (2022)
- La creatura di Gyeongseong – serie TV (2023)
- The Atypical Family (히어로는 아닙니다만?, Hi-eoroneun animnidamanLR) – serie TV (2024)

### Doppiatrice
- Equals, regia di Drake Doremus (2015)

## Doppiatrici italiane
Nelle versioni in italiano dei suoi film, Claudia Kim è stata doppiata da:
- Francesca Manicone in Marco Polo
- Angela Brusa in Avengers: Age of Ultron
- Paola Valentini in Equals
- Elena Perino in La torre nera
- Erica Necci in Animali fantastici - I crimini di Grindelwald
- Katia Sorrentino in La creatura di Gyeongseong